# كازوكي أويوا
كازوكي أويوا (باليابانية: 大岩 一貴) (مواليد 17 أغسطس 1989)، هو لاعب كرة قدم ياباني سابق كان يلعب كمدافع.

## وصلات خارجية
- كازوكي أويوا على موقع رابطة كرة القدم اليابانية للمحترفين (اليابانية)
- كازوكي أويوا على موقع قاعدة بيانات كرة القدم.إي يو (الإنجليزية)
- كازوكي أويوا على موقع Soccerway.com (الإنجليزية)
- كازوكي أويوا على موقع عالم كرة القدم.نت (الإنجليزية)
- كازوكي أويوا على موقع كووورة
- كازوكي أويوا على موقع أوليمبيديا (الإنجليزية)